# Stefan Espeland
Stefan Espeland (* 24. März 1989 in Oslo) ist ein norwegischer Eishockeyspieler, der aktuell in der höchsten norwegischen Eishockeyliga beim Verein Vålerenga Ishockey aktiv ist. In seiner Karriere spielte der Verteidiger sowohl in der DEL für die Fischtown Pinguins Bremerhaven und die Eisbären Berlin als auch in der österreichischen Eishockeyliga für den EC Red Bull Salzburg sowie Klagenfurter AC.

## Karriere
Stefan Espeland begann seine Karriere als Eishockeyspieler in der Nachwuchsabteilung von Manglerud Star. 2005 wechselte er zum Linköpings HC nach Schweden, für dessen Juniorenmannschaften er bis 2007 aktiv war. Anschließend wechselte der Verteidiger innerhalb Schwedens zu MODO Hockey, für das er in der Saison 2007/08 sein Debüt in der Elitserien gab. Dabei kam er zu zwei Einsätzen, bei denen er punkt- und straflos blieb. Während der folgenden Spielzeit erhielt der norwegische Junioren-Nationalspieler deutlich mehr Eiszeit in der Elitserien und bestritt insgesamt 15 Spiele, blieb jedoch erneut ohne Punkterfolg und kam wie im Vorjahr überwiegend bei den U20-Junioren von MODO Hockey zum Zug.
Die Saison 2009/10 verbrachte Espeland als Leihspieler in seiner norwegischen Heimat. Mit Vålerenga Ishockey aus der GET-ligaen wurde er dabei Vizemeister. In 58 Spielen konnte er insgesamt drei Tore erzielen und 13 Vorlagen geben. Zur Saison 2010/11 gab ihn MODO Hockey an IF Sundsvall Hockey aus der HockeyAllsvenskan, der zweiten schwedischen Spielklasse, ab. Zur Saison 2011/12 wechselte er innerhalb der zweiten schwedischen Spielklasse zum Borås HC. Jedoch kehrte er bereits im Dezember 2012 zu Vålerenga zurück, wo er bis 2015 spielte, dabei erreichte er 2014 die beste Plus/Minus-Bilanz der GET-ligaen. Anschließend schloss er sich dem Lørenskog IK an, mit dem er 2016, wie zuvor schon dreimal mit Vålerenga, norwegischer Vizemeister wurde. Er selbst wurde in dieser Spielzeit in das All-Star-Team der Liga gewählt. Auch 2017 wurde er wieder in das All-Star-Team gewählt, nachdem er in der Saison die meisten Vorlagen gegeben hatte. Anschließend wechselte er zu Tampereen Ilves in die finnische Liiga, verließ den Klub jedoch bereits im Dezember wieder und schloss sich dem Klagenfurter AC aus der Österreichischen Eishockey-Liga an. Im Februar 2018 kehrte er erneut zurück nach Vålerenga.
In der Saison 2019/20 spielte der norwegische Nationalspieler für die Fischtown Pinguins in der Deutschen Eishockey Liga. Nachdem Stefan Espeland als zweitstärkster Verteidiger nach Punkten die Saison beendet hatte, wechselte er mit seinem Teamkollegen Mark Zengerle zu den Eisbären Berlin. Auf Grund der geringen Eiszeit wurde der Vertrag im gegenseitigen Einvernehmen im Februar 2021 aufgelöst und Espeland schloss sich dem EC Red Bull Salzburg aus der österreichischen Eishockey-Liga an. Für die Saison 2021/22 wechselte wieder zu seinem Heimatverein nach Norwegen.

### International
Für Norwegen nahm Espeland im Juniorenbereich an der U18-Junioren-Weltmeisterschaft der Top-Division 2006, der U18-Junioren-Weltmeisterschaft der Division I 2007 sowie den U20-Junioren-Weltmeisterschaften der Division I 2008 und 2009 teil. Bei Junioren-Weltmeisterschaften erzielte er in 21 Spielen insgesamt fünf Tore und gab neun Vorlagen.
Mit der norwegischen Herren-Auswahl spielte er bei den Weltmeisterschaften 2014 und 2015 jeweils in der Top-Division. Zudem vertrat er seine Farben bei der Olympiaqualifikation für die Winterspiele 2018 in Pyeongchang.

## Erfolge und Auszeichnungen
- 2010, 2013 und 2014 Norwegischer Vizemeister mit Vålerenga Ishockey
- 2014 Beste Plus/Minus-Bilanz der GET-ligaen
- 2016 Norwegischer Vizemeister mit dem Lørenskog IK
- 2016 All-Star-Team der GET-ligaen
- 2017 All-Star-Team und bester Vorlagengeber der GET-ligaen

## Statistik
(Stand: Ende der Saison 2019/20)